# Elke Heidenreich

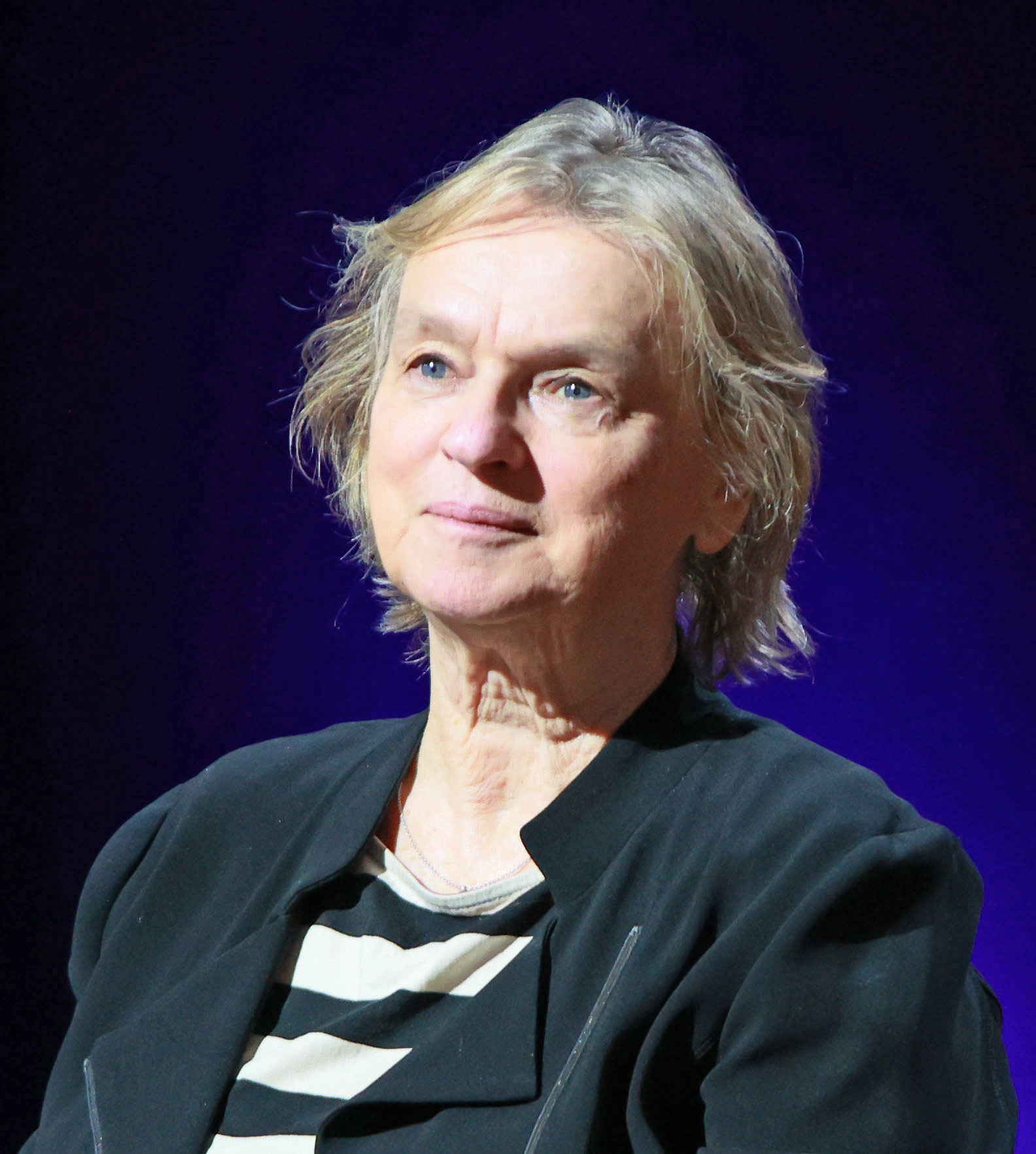
Elke Heidenreich (2022)

Elke Helene Heidenreich (* 15. Februar 1943 in Korbach, Landkreis Waldeck als Elke Helene Riegert) ist eine deutsche Schriftstellerin, Hörspielautorin, Hörbuchsprecherin, Literaturkritikerin, Kolumnistin, Kabarettistin, Moderatorin, Journalistin und Opern-Librettistin. Heidenreich wurde bekannt durch die Moderation zahlreicher Fernseh- und Hörfunksendungen. Seit 1975 trat sie in der Rolle der Comedy-Figur Else Stratmann auf.
1992 debütierte sie als Schriftstellerin und veröffentlicht seither vor allem Sammlungen von Erzählungen. In der ZDF-Literatursendung Lesen! stellte sie von 2003 bis 2008 Neuerscheinungen auf dem Buchmarkt vor und wurde in dieser Zeit zu einer einflussreichen Literaturkritikerin. Seit 2012 gehört sie zum Kritikerteam des Schweizer Literaturclubs, den sie bereits von 1993 bis 1994 moderierte.

## Leben

### Herkunft und Ausbildung
Elke Heidenreich wurde in der nordhessischen Kleinstadt Korbach geboren und wuchs in Essen als Tochter des Kfz-Mechanikers und Tankstelleninhabers Karl Riegert auf; ihre Mutter Paula war Näherin für Kinovorhänge. 1958 verließ Heidenreich im Alter von 15 Jahren ihr Elternhaus und zog zu dem Pfarrer, der sie im Alter von 14 Jahren in Essen konfirmiert hatte und der selbst keine Kinder hatte. Als der Pfarrer im selben Jahr die Pfarrstelle wechselte, zog sie mit ihm und seiner Frau nach Bonn. 1963 bestand sie in Bonn am Clara-Schumann-Gymnasium das Abitur. Im Jahr 1966 wurde ihr im Alter von 23 Jahren aufgrund einer schweren Lungenkrankheit der linke Lungenflügel entfernt. Sie studierte von 1963 bis 1969 in München, Hamburg und Berlin Germanistik, Publizistik und Theatergeschichte ohne Abschluss; sowie Religionswissenschaft, die sie laut eigener Aussage mit einer Arbeit über Marienverehrung im Protestantismus abschloss.

### Privates
1965 heiratete sie Gert Heidenreich, trennte sich später von ihm und heiratete 1972 Bernd Schroeder, von dem sie seit 1995 ebenfalls getrennt lebte. Schroeder verstarb 2023. Sowohl mit Gert Heidenreich als auch mit Bernd Schroeder arbeitete sie weiterhin zusammen. Seit 2005 lebt sie mit dem Hamburger Pianisten und Komponisten Marc-Aurel Floros zusammen. Das Paar lernte sich bei der Arbeit an der Kölner Oper kennen. Heute lebt Elke Heidenreich in Köln.
Mit Heiner Geißler verband sie eine lange Freundschaft, sie lernte ihn in ihrer Talkshow kennen, geriet heftig mit ihm aneinander und trotzdem entwickelte sich eine intellektuelle Partnerschaft. „Und jenseits aller politischer Differenzen, die wir durchaus hatten und auch noch haben, haben wir uns menschlich und kulturell unheimlich gut verstanden, sind bis heute gute Freunde geblieben und spielen zusammen vierhändig Schubert“. Das sei einer der beiden großen Eckpunkte ihres Lebens.

## Wirken

### Moderation, Kabarett, die Figur „Else Stratmann“

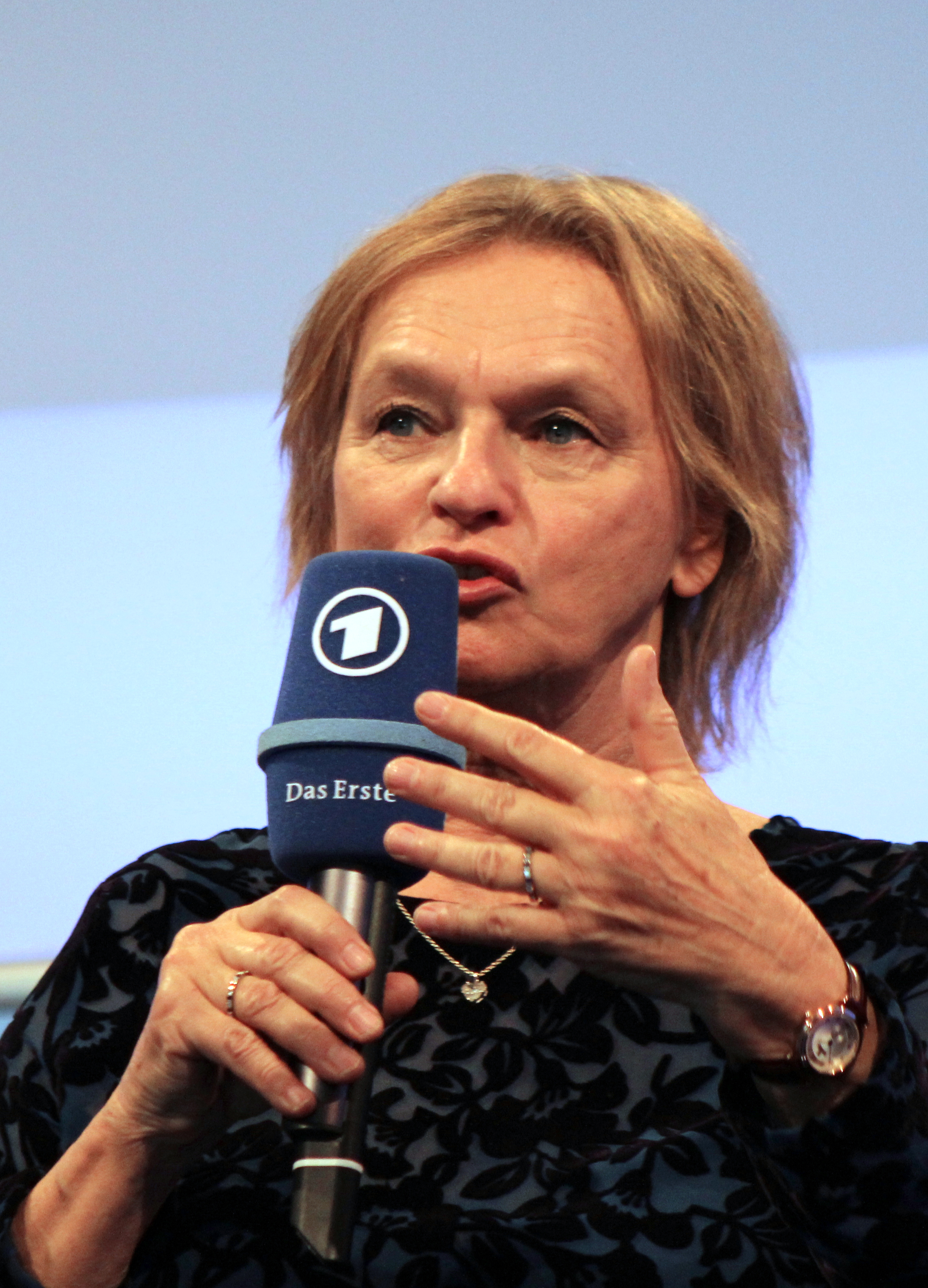
Elke Heidenreich auf der Frankfurter Buchmesse 2012

Seit 1970 ist Heidenreich als freie Autorin und Literaturkritikerin für Presse, Funk und Fernsehen tätig. Sie begann ihren Berufsweg in den Medien als freie Mitarbeiterin beim Hörfunksender SWF3. Jürgen Lodemann, der sie 1972 als Moderatorin zum Literaturmagazin des Südwestfunks holte, beschrieb ihren ersten TV-Auftritt in seinen Memoiren: „zaghaft, leise, sehr genau, sehr gut vorbereitet. Ein Gespräch zwischen zwei Schüchternen.“
1975 erfand sie die Figur der Else Stratmann. Elke Heidenreich stellte die „schnoddrige Metzgersgattin aus Wanne-Eickel“, die aus Kleinbürgersicht über zeitgenössische Themen sowie insbesondere Gatten Willi und Tochter Inge schwadroniert, in über 4000 Beiträgen für das Radio auf WDR 2 und SWF 3, aber auch auf Kleinkunstbühnen, Sprechplatten und im Fernsehen beim Aktuellen Sportstudio im ZDF sowie bei den Olympischen Spielen von Los Angeles und Seoul dar. Zudem spricht Tante Else die Überleitungen auf dem VHS-Video 3 Akkorde für ein Halleluja der Band Die Toten Hosen aus dem Jahr 1989.
Elke Heidenreich moderierte zahlreiche Fernseh- und Hörfunksendungen, außerdem schrieb sie Hörspiele, Fernsehspiele und Radiofeatures. 1981 machte sie als Nachfolgerin von Alfred Biolek im Kölner Treff auf sich aufmerksam. 1984 bis 1987 moderierte sie beim Sender Freies Berlin die Talkshow Leute. Von 1990 folgte die Co-Moderation der ZDF-Gesprächsrunde live an der Seite des Vize-Intendanten Rudolf Radke. In der Radiosendung Unterhaltung am Wochenende des WDR verhalf sie 1984 Konrad Beikircher zum Durchbruch. Von 1983 bis 1999 schrieb Heidenreich 17 Jahre lang für die Zeitschrift Brigitte die Kolumne „Also …“.

### Schriftstellerin

Elke Heidenreich bei einer Lesung 1992

1992 erschien Heidenreichs literarisches Debüt, die Erzählsammlung Kolonien der Liebe, laut Verlagsangaben „Neun ironische, zärtliche oder melancholische Geschichten über die Liebe in unserer Zeit.“ Als zentrales Thema von Heidenreichs Erzählungen beschreibt das Killy Literaturlexikon die Frage nach der Möglichkeit eines erfüllten Lebens kleinbürgerlicher Figuren vor dem Hintergrund scheiternder Ehen, schwacher, fremdgehender Väter und frustrierter, dominanter Mütter. Es kommt selten zu erfüllten Beziehungen, die Kluft zwischen Männern und Frauen bleibt unüberbrückbar. Hubert Spiegel resümierte in der taz, Heidenreich stelle damit eine Typologie der Liebe ex negativo vor, „verschiedene Erscheinungsformen ihrer Abwesenheit. Nicht vom Umgang mit der Liebe wird hier erzählt, sondern von verschiedenen Arten, mit ihrem Fehlen fertigzuwerden. In diesen Liebesgeschichten hat das Liebesleid jegliche Restsüße verloren. Die Kolonien der Liebe, von denen der Titel spricht, müssen Strafkolonien sein. Einzelhaft ist hier obligatorisch.“ Das Buch wurde zum Bestseller, erreichte Rang 4 in der Bestsellerliste des Spiegels im Jahr 1992 und noch Rang 9 im Folgejahr. Die allein im ersten Jahr verkauften 250.000 Exemplare ermöglichten Heidenreich die Aufgabe ihrer Talk-Shows und eine Konzentration auf weitere literarische Werke.
Auch Heidenreichs 1995 erschienene Katzengeschichte Nero Corleone wurde zum Bestseller und erreichte in der Jahresbestsellerliste des Spiegels 1996 den 6. Rang. Über das von Quint Buchholz illustrierte Buch sagte sie selbst, es sei „eine Katzengeschichte von einem Kater, der aus Italien nach Deutschland kommt, dort ein großer, starker und gefürchteter Macho wird und im Alter wieder zurück auf seinen alten Bauernhof geht. Für die Erwachsenen ist es die Liebesgeschichte zwischen einer etwas sentimentalen Frau und einem italienischen Macho. Und es ist auch eine Mafia-Geschichte … Er erpreßt Schutzgelder, er beschützt einen alten Kater, er schwängert, wen er will, er unterdrückt, er raubt. Irgendwie hatte ich Lust, eine Geschichte zu schreiben, die mit acht Jahren auf der einen Ebene lesbar ist und mit dreißig auf der anderen.“ Das in 23 Sprachen übersetzte Buch erhielt verschiedene ausländische Auszeichnungen, so den Prix de la lecture à deux voix und den Vlag en wimpels. Bemerkenswert ist für das Killy Literaturlexikon, dass dem Kater ein „Spagat zwischen gefülltem Fressnapf u. individueller Freiheit gelingt“, der Heidenreichs menschlichen Protagonisten zumeist versagt bleibt. Auch in Heidenreichs Kinderbüchern wie Am Südpol, denkt man, ist es heiß (1998) oder Sonst noch was (1999) stehen oftmals Tiere oder die Beziehung von Menschen zu Tieren im Mittelpunkt. Gemeinsam mit ihrem Ehemann Bernd Schroeder entstand 2002 der Erzählband Rudernde Hunde, der Geschichten über Tiere mit solchen über Menschen vereint. Zu der 2001 veröffentlichten teils autobiographisch gefärbte Erzählungssammlung Der Welt den Rücken bemerkte die Frankfurter Rundschau, Elke Heidenreich erzähle „facettenreiche Stimmungslagen, von abgrundtief traurig, witzig, trotzig bis bitter ironisch. Die Sprache ist klar, stark und ohne Pathos, aber voll Wärme und manchmal von einer Kälte und Direktheit“.

### Literaturvermittlerin

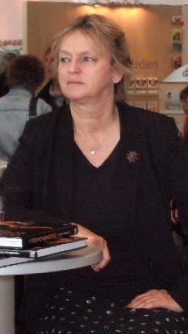
Elke Heidenreich 2007